# Sphaeromyxa ovata
Sphaeromyxa ovata is een microscopische parasiet uit de familie Sphaeromyxidae. Sphaeromyxa ovata werd in 1921 beschreven door Dunkerley. 